# Választások Horvátországban
Az 1991 óta független Horvátországban rendszeresen tartanak elnök-, parlamenti, valamint helyhatósági választásokat, és 2014-ben megtartották az első európai parlamenti voksolást is.

## Törvényhozói választások
A horvát törvényhozás, a Szábor választásait 1992-ben, 1995-ben, 2000-ben, 2003-ban, 2007-ben, 2011-ben, 2015-ben és 2016-ban és 2020-ban bonyolították le.
A Szábor egykamarás gyűlés, másfélszáz tagját egyfordulós listás rendszerben választják meg. 140 főt listás módon választanak, a többi - nagyjából egy tucat - képviselői hely pedig a kisebbségek, illetve a határon túli horvátok részére van fönntartva.
A 2016-os választáson a Horvát Demokratikus Közösség győzött, mögötte 2. helyen végzett a Népi Koalíció, melynek fő ereje a Szociáldemokrata Párt. A harmadik helyen a Függetlenek Hídja jobboldali párt végzett.

## Elnökválasztások
Az első elnökválasztást 1992-ben tartották, azután 1997-ben, 2000-ben, 2005-ben, 2009-2010, 2014-2015, majd 2019-2020 fordulóján.
A 2009/10-es választásokon a 4 és ½ millió választásra jogosult 44%, illetve 50%-a vett részt (az első, illetve második fordulóban). Az első fordulóban részt vevő 12 jelölt közül az első a szociáldemokrata Ivo Josipović lett 32%-kal, a második a független színekben induló Milan Bandić 15%-kal. A második fordulóban Josepovič a szavazók 60%-ának bizalmát nyerte el, s ezzel megnyerte az elnökválasztást.

### 2014/15
A választások első fordulóját december 28-án rendezték. Négy jelölt indult harcba az elnöki tisztért: Ivo Josipović addigi államfő, a Szociáldemokrata Párt jelöltje, Kolinda Grabar-Kitarović a jobbközép Horvát Demokratikus Közösség jelöltje, volt külügyminiszter, Ivan Vilibor Sinčić, valamint Milan Kujundžić.
A választások első fordulójában a 3,8 millió szavazó majdnem fele (47,1%) járult az urnánhoz. Josipović és Grabar-Kitarović fej-fej mellett végzett az élen: mindketten a leadott szavazatok 37-38%-át szerezték meg.
A második fordulót január 11-én tartották meg, ezen csak az első forduló első két helyezettje vehetett részt. Félmillióval többen szavaztak ebben a fordulóban (59%-os részvétel) és nagyon szoros eredmény alakult ki: Grabar-Kitarović alig 30 ezer vokssal előzte meg a hivatalban lévő Josipović elnököt. Kolinda asszony személyében Horvátországnak először lett női köztársasági elnöke.